# 玉野郵便局 (岡山県)
玉野郵便局（たまのゆうびんきょく）は、岡山県玉野市にある郵便局。民営化前の分類では集配普通郵便局であった。

## 概要
住所：〒706-8799 岡山県玉野市宇野一丁目21番1号

### 分室
分室はなし。かつては以下の分室が存在した。
- 玉野事業所内分室 - 1992年（平成4年）に廃止。

### 出張所（局外ATM）
民営化前は以下の場所に出張所としてATMを設置していた。現在も同じ場所にATMがあるが、管理はゆうちょ銀行広島支店となっている。
- 天満屋ハピータウンメルカ内出張所

## 沿革
- 1920年（大正9年）9月21日 - 開局。
- 1946年（昭和21年）9月21日 - 玉野市玉の三井造船内に、三井玉野製作所内分室を設置。
- 1952年（昭和27年）5月21日 - 三井玉野製作所内分室を三井玉野造船所内分室に改称[1]。
- 1956年（昭和31年）10月1日 - 電話通話および和文電報受付事務の取扱を開始。
- 1958年（昭和33年）8月15日 - 三井玉野造船所内分室において、電話通話および和文電報受付ならびに国際電報受付事務の取扱を開始。
- 1959年（昭和34年）4月1日 - 三井玉野造船所内分室において「窓口交付の例による」電報配達事務の取扱を開始[2]。
- 1962年（昭和37年）2月 - 新局舎落成。
- 1965年（昭和40年）9月1日 - 三井玉野造船所内分室における和文電報配達事務を玉野電報電話局に移管。
- 1978年（昭和53年）9月1日 - 三井玉野造船所内分室を玉野事業所内分室に改称。
- 1981年（昭和56年）8月24日 - 玉野市玉二丁目から同市宇野一丁目に移転。
- 1992年（平成4年）9月30日 - 玉野事業所内分室を廃止。
- 1998年（平成10年）9月1日 - 外国通貨の両替および旅行小切手の売買に関する業務取扱を開始。
- 2007年（平成19年）10月1日 - 民営化に伴い、併設された郵便事業玉野支店に一部業務を移管。
- 2012年（平成24年）10月1日 - 日本郵便株式会社発足に伴い、郵便事業玉野支店を玉野郵便局に統合。
- 2015年（平成27年）3月2日 - 秀天郵便局、八浜郵便局、山田郵便局からそれぞれ「706-01xx」「706-02xx」「706-03xx」区域の集配業務を移管。

## 取扱内容
- 郵便、印紙、ゆうパック、内容証明
- 貯金、為替、振替、振込、国際送金、国債、投資信託
- 生命保険、バイク自賠責保険、自動車保険
- ゆうちょ銀行ATM
- 玉野市内全域（〒706-00xx、706-85xx、706-86xx、706-87xx、706-01xx、706-02xx、706-03xx）の集配業務
- ゆうゆう窓口

## 周辺
- 玉野市役所
- 玉野警察署
- 総合病院玉野市立玉野市民病院
- 天満屋ハピータウン玉野店
- 岡山家庭裁判所玉野出張所、玉野簡易裁判所
- 宇野港

## アクセス
- JR宇野線 宇野駅から徒歩約15分
- 両備バス 市役所前停留所、もしくは玉野市コミュニティーバス（シーバス）玉野市役所前停留所下車
- 国道30号 市役所入口交差点を南へすぐ
- 駐車場あり：18台